# یاسوهیرو تاناکا
یاسوهیرو تاناکا (ژاپنی: 田中 泰裕؛ زادهٔ ۲ اوت ۱۹۸۴) یک بازیکن فوتبال اهل ژاپن است.
از باشگاه‌هایی که در آن بازی کرده‌است می‌توان به باشگاه فوتبال آلبیرکس نیگاتا اشاره کرد.